# Vrouwenpoortsbrug
De Vrouwenpoortsbrug is een monumentale brug aan de westkant van de binnenstad van Leeuwarden, de hoofdstad van de Nederlandse provincie Friesland.
De huidige brug, een basculebrug uit 1934, in expressionistische stijl ontworpen door Justus Zuidema (1890-1970), stadsarchitect van Leeuwarden, verving een draaibrug uit de 19e eeuw. Aan de oostkant maakt een achthoekig brugwachtershuisje deel uit van het bouwwerk. Bij de brug staat ook de Brugwachterswoning uit 1864.